# Sakhir Thiam
Pour les articles homonymes, voir Thiam.
Sakhir Thiam, né le 26 avril 1939 à Dakar, est un mathématicien sénégalais, professeur d'université, pionnier de la promotion des langues nationales dans l'enseignement.

## Biographie
Il est le président de l’Université Dakar Bourguiba. Il est agrégé de mathématiques de l'Université de Paris (1976), docteur d'État ès sciences mathématiques, docteur d'État en économie théorique des Universités Paris VI et Paris IX Dauphine, Professeur d'Université depuis 1978, ancien ministre de l’Enseignement supérieur du Sénégal, membre du Comité d’experts de la division pour l’Administration publique et la gestion du développement de l’ONU de 2002 à 2005, linguiste et précurseur de l’intégration des langues nationales dans l’enseignement supérieur au Sénégal en particulier et en Afrique en général,
Poète, artiste et musicien (auteur compositeur), il a créé le groupe musical XALAM dans les années 1960.
Il est propriétaire d'une écurie de chevaux à la périphérie de Dakar, avec laquelle il a notamment remporté plusieurs fois le Grand Prix du chef de l'État.

## Distinctions
Le 2 octobre 2012 il est élevé à la dignité de Grand Officier dans l'ordre du Mérite.